# Chaperia acanthina
Chaperia acanthina is een mosdiertjessoort uit de familie van de Chaperiidae. De wetenschappelijke naam van de soort is voor het eerst geldig gepubliceerd in 1824 door Lamouroux.